# New World ROM
NewWorld ROM è un termine usato per indicare l'architettura di avvio del sistema implementata da Apple a partire dal primo iMac.

## Storia
A partire dal Macintosh 128k, i Mac hanno sempre avuto una ROM fisica, contenente la Macintosh Toolbox ROM. Essa era divisa in due parti: conteneva sia gli strumenti necessari all'avvio del sistema, i driver e gli strumenti di diagnostica, sia, come codice ad alto livello, l'emulatore 68k, il nanokernel, il gestore SCSI, QuickDraw e le API di sistema per le applicazioni. Questo tipo di ROM è stato, poi, indicato da Apple come Old World ROM
Quando venne rilasciato il primo Macintosh, la memoria ROM costava molto di meno della memoria di massa, spesso costituita da floppy disk. Con gli aggiornamenti successivi del sistema, però, la complessità ed il peso del software che doveva essere contenuto nella ROM aumentò.
Per questo motivo, quando ha presentato l'iMac, Apple ha introdotto una nuova architettura di avvio del sistema, basata su Open Firmware.
La nuova architettura prevede solo una piccola "boot ROM", che contiene solamente il firmware realmente necessario all'avvio del sistema, mentre tutto il resto è salvato sul disco rigido e viene caricato direttamente in RAM.
Open Firmware viene utilizzato soltanto sui Mac basati su PowerPC, mentre i Mac Intel utilizzano EFI.